# Murański Żleb

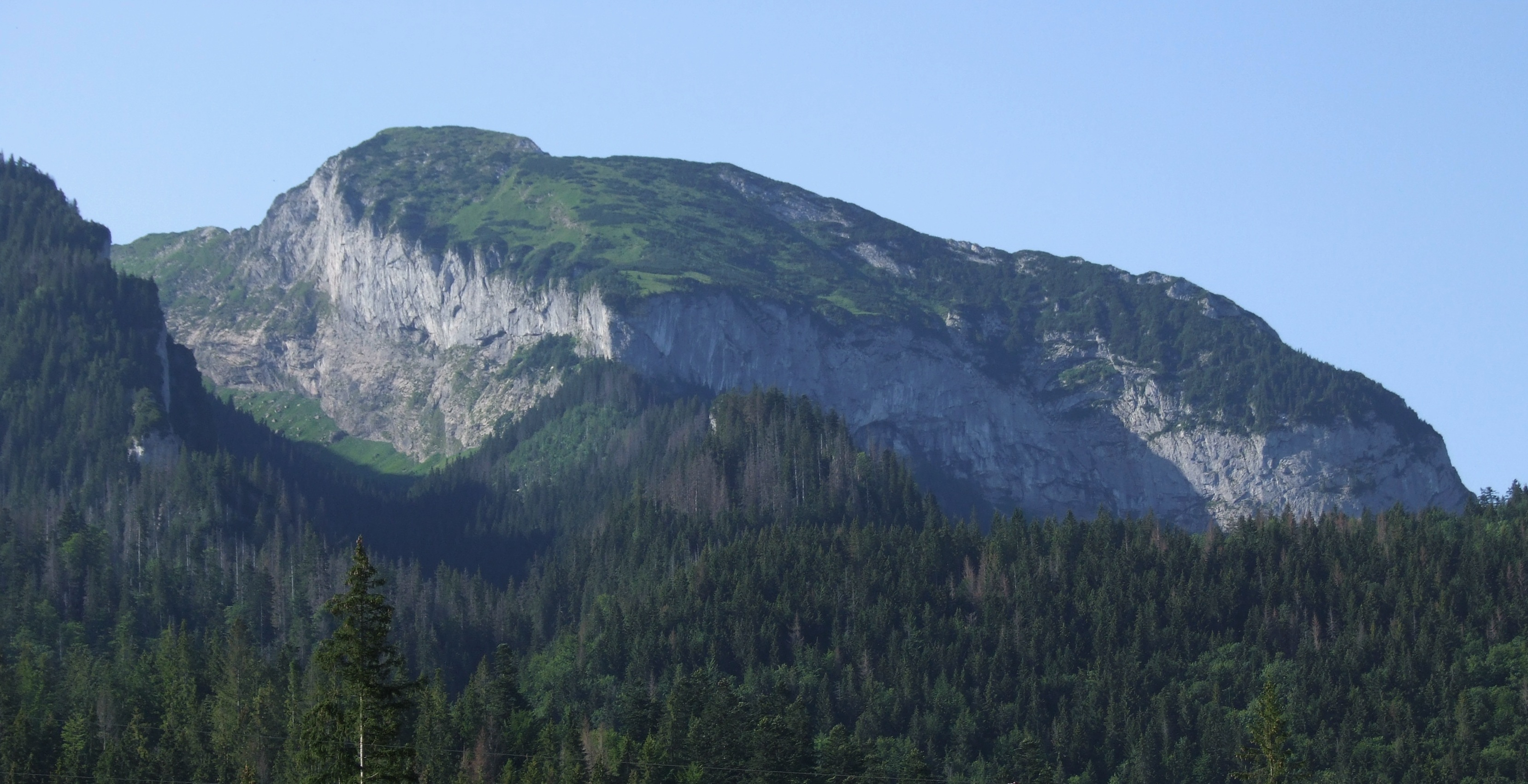
Północna ściana Murania

Murański Żleb – żleb wcinający się w północne ściany Murania w Tatrach Bielskich na Słowacji. Jest to szeroka i płytka depresja opadająca na Wyżnią Międzyścienną Polanę.
Nazwę żlebu po raz pierwszy wprowadził Władysław Cywiński w 4 tomie przewodnika Tatry.